# 그레이엄 백켈
그레이엄 베클(Graham Beckel, 1949년 12월 22일 ~ )은 미국의 배우이다.
올드 라임에서 태어났다.

## 출연 작품
- 저스트 겟팅 스타티드 (2017년) - 버트 역
- 녹터널 애니멀스 (2016년) - 그레이브스 중위 역
- 더 로프트 : 비밀의 방 (2014년) - 하이람 프라이 역
- 킬링 링컨 (2013년) - 에드윈 스탠튼 역
- 위시 유 웰 (2013년)
- 아틀라스 슈러그드: 파트 1 (2011년) - 엘리스 와이어트 역
- 피콕 (2010년)
- 해니티 (2009년) - 본인 역
- 배틀스타 갤럭티카: 레이저 (2007년)
- 애스트로넛 파머 (2007년) - 프랭크 역
- 베가스의 총각파티 (2006년)
- 브로크백 마운틴 (2005년) - L.D. 뉴섬 역
- 헬터 스켈터 (2004년)
- 노스포크 (2003년)
- Point of Origin (2002)
- 다크 블루 (2002년) - 펠츠 역
- 저스트 애스크 마이 칠드런 (2001년)
- 하드 볼 (2001년) - 더피 역
- 진주만 (2001년)
- The '70s (2000년) - 폴 역
- 빈 방 없음 (1999년)
- 트루 크라임 (1999년)
- 경찰서를 털어라 (1999년) - 리조 역
- 악마의 버뮤다 (1998년)
- 불워스 (1998년)
- 블랙 독 (1998년) - 커틀러 역
- 다크 엔젤 (1998년)
- LA 컨피덴셜 (1997년) - 형사보 리처드 "딕 스텐스" 스텐슬런드 역
- 라스베가스를 떠나며 (1995년) - LA 바텐더 역
- 월 스트리트 전쟁 (1993년)
- 제니퍼 연쇄 살인 사건 (1992년) - 존 테일러 역
- 리베스트럼 (1991년)
- 로빈슨 가족 (1990년)
- 록시 (1990년)
- 거리의 청춘 (1989년)
- 암흑의 차이나타운 (1989년)
- 레이몬드 그레이함의 사형 집행 (1985년)
- C.H.U.D. (1984년)
- 클래스 63 (1973년)
- 하버드 대학의 공부벌레들 (1973년) - 플랭클린 포드 3세 역

### 텔레비전
- 킬링 링컨
- 배틀스타 갤럭티카 - 2004년 시리즈 (2004년)